# رودني ويب
رودني ويب (بالإنجليزية: Rodney Webb)‏ هو لاعب اتحاد الرغبي بريطاني، ولد في 18 أغسطس 1943 في Newbold-on-Avon ‏ في المملكة المتحدة.